# Carl Christian Mez
Carl Christian Mez (Freiburg im Breisgau , 26 de março de 1866 — Freiburg im Breisgau, 8 de janeiro de 1944) foi um botânico alemão.

## Biografia
Veio de uma família de industriais em Freiburg im Breisgau. Era neto do empreendedor e político Karl Christian Mez (1806-1877). Já na escola secundária se interessou pela botânica e escreveu uma monografia sobre o híbrido Inula.
Primeiro estudou na universidade de sua cidade, de 1883 a 1884, logo se mudando para Berlim por um semestre, retornando em 1886 a Freiburg. Escreveu sua tese de doutorado em Berlim, sobre a família Lauraceae.
Depois de completar sua graduação, Mez trabalhou brevemente no Museu Botânico de Berlim, posteriormente tornando-se conferencista em Breslau. Em 1900, Mez assumiu o cargo de professor de Botânica Sistemática e Estudos Farmacêuticos em Halle, Saxony-Anhalt e, em 1910 como professor de Fisiologia Vegetal e Diretor dos Jardins Botânicos perto de Königsberg. Em 1935 foi nomeado professor emérito.
Foi fundador dos "Arquivos Botânicos", e até 1938, editor.
Suas áreas de estudos foram a sistemática e a fisiologia. Continuou estudando a taxonomia e a morfologia das Lauraceae, introduzindo o uso da serologia como um método de estudar as relações entre as plantas. Também estudou micologia, e escreveu sobre o podridão seca.
Os gêneros botânicos Mezia Schwacke ex Niedenzu, e Meziella Schindler, foram nomeados em sua homenagem.
Está sepultado no Hauptfriedhof Freiburg im Breisgau.

## Publicações selecionadas
- Lauraceae Americanae, monographice descripsit / - Berlin, 1889. Jahrbuch des königlichen botanischen Gartens und des botanischen Museums; Bd. 5
- Das Mikroskop und seine Anwendung: ein Leitfaden bei mikroskopischen Untersuchungen für Apotheker, Aerzte, Medicinalbeamte, Techniker, Gewerbtreibende etc.- 8., stark verm. Aufl. - Berlin: 1899
- Myrsinaceae. Leipzig [u.a.] 1902.
- Mikroskopische Untersuchungen, vorgeschrieben vom Deutschen Arzneibuch: Leitfaden für das mikroskopisch-pharmakognostische Praktikum an Hochschulen und für den Selbstunterricht - Berlin: 1902
- Theophrastaceae - Leipzig [u.a.]: 1903
- Der Hausschwamm und die übrigen holzzerstörenden Pilze der menschlichen Wohnungen: ihre Erkennung, Bedeutung und Bekämpfung. Dresden 1908.
- Die Haftung für Hausschwamm und Trockenfäule: eine Denkschrift für Baumeister, Hausbesitzer und Juristen.... Berlin 1910.
- Zur Theorie der Sero-Diagnostik - Berlin: Dt. Verl.-Ges. für Politik und Geschichte, 1925
- Drei Vorträge über die Stammesgeschichte der Pflanzenwelt mit 1 Stammbaum des Pflanzenreichs / 1925
- Theorien der Stammesgeschichte - Berlin: Deutsche Verl.-Ges für Politik und Geschichte, 1926
- Versuch einer Stammesgeschichte des Pilzreiches. Halle (Saale) 1928.
- Bromeliaceae. Leipzig 1935.